# Contea di Amdo
Amdo (安多縣T; 安多县S; Ānduō XiànP) è una contea cinese della prefettura di Nagchu nella Regione Autonoma del Tibet. Il capoluogo è la città di Pagnag. Nel 1999 la contea contava 32.443 abitanti.

## Città
La contea è suddivisa in quattro comuni e nove villaggi. 
- Pana 帕那镇
- Zharen 扎仁镇
- Yanshiping 雁石坪镇
- Qiangma 强玛镇

- Maqu 玛曲乡
- Cuoma 措玛乡
- Bang'ai 帮爱乡
- Tandui 滩堆乡
- Zhaqu 扎曲乡
- Gangni 岗尼乡
- Sewu 色务乡
- Duoma 多玛乡
- Marong 玛荣乡